# Massiccio armoricano
Il Massiccio armoricano (o Massiccio Armorico) è un'antica catena montuosa dell'ovest della Francia, corrispondente prevalentemente alla Bretagna, ai rilievi della Mayenne e dell'Orne. Prende il nome dall'antica regione gallica dell'Armorica, situata tra la Loira e Senna.
Anche se raramente raggiunge i 400 metri di altezza (416 metri del monte degli Avaloirs, Mayenne) viene classificato come catena montuosa, sia per la natura del suo suolo, che per il suo aspro paesaggio.